# Pietro Toselli
Pietro Toselli (Peveragno, 22 dicembre 1856 – Amba Alagi, 7 dicembre 1895) è stato un militare italiano, maggiore del Regio Esercito che perse la vita durante il conflitto italo-etiopico combattendo contro l'esercito del negus Menelik II per difendere la postazione italiana sull'altipiano dell'Amba Alagi.

## Gioventù
Pietro Toselli nasce a Peveragno, in provincia di Cuneo, il 22 dicembre 1856 da Giovanni e da Teresa Botasso.

## Studi
Il 1º ottobre 1874, dopo aver conseguito il diploma liceale, si iscrive alla Scuola militare di Modena e l’anno seguente l’Accademia militare di Torino, da cui uscì nel 1878 con il grado di sottotenente nel 12° reggimento artiglieria.

## Carriera militare e da scrittore
Nel 1880 viene promosso a tenente e, nel 1886, diventa capitano nella Divisione "Milano".
Nel 1887 richiede il trasferimento in Africa e, l'8 novembre 1888, parte per l'Eritrea.
Ebbe un ruolo importante nell'esercito, topografo e scrittore, scrisse un pamphlet sul possibile insediamento dei coloni italiani nel Corno d'Africa sotto lo pesudonimo di "Un italiano di Cuneo", e scrisse Pro Africa Italia sotto lo pseudonimo di "Un Eritreo".

## Eredità culturale

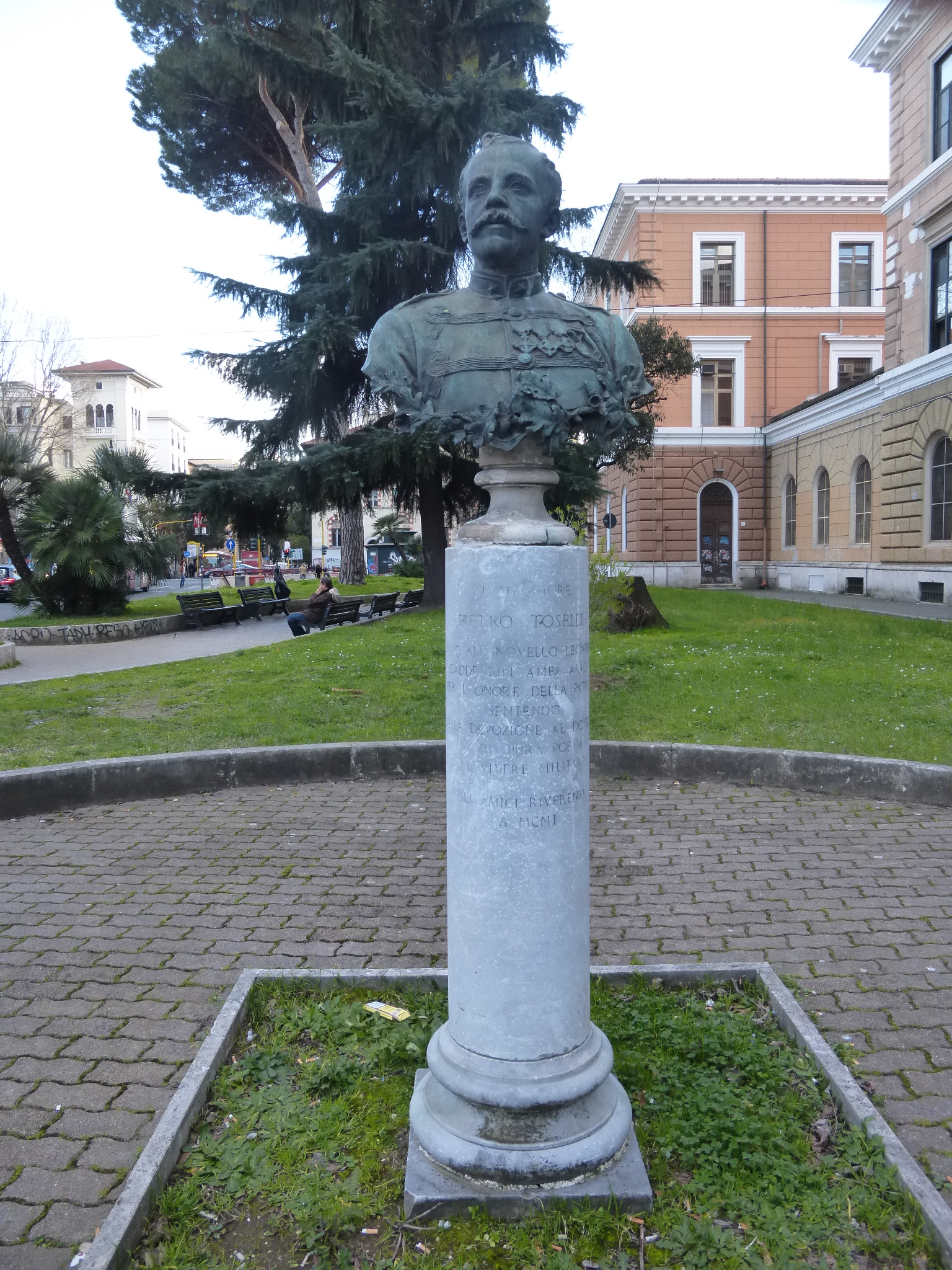
Roma, busto in memoria di Toselli all'ingresso della caserma Nazario Sauro

Alla memoria di Pietro Toselli sono state intitolate piazze e strade in tutta Italia. Furono inoltre innalzate lapidi e monumenti raffiguranti l'eroe dell'Amba Alagi, mentre Francesco Crispi lo ricordò in Parlamento.
A Rutigliano, in provincia di Bari, all'interno del popoloso rione Fracasso (in gergo Sott a Fragass), al maggiore Pietro Toselli è intitolata l'omonima Via Toselli, seconda per importanza, nello stesso rione, alla sola Via Elsa.
Nella natia Peveragno, in onore di Toselli, nel 1899, fu inaugurato un monumento opera dello scultore Ettore Ximenes. Nel piccolo comune piemontese si trova anche un museo dedicato alla figura del maggiore Toselli.
A Roma c'è un busto in sua memoria a via Lepanto, eretto nel 1901 all'ingresso della caserma Nazario Sauro.
A Torre Annunziata, è intitolata l'omonima via adiacente alla Real Fabbrica d'Armi dove Pietro Toselli prestò servizio da capitano.
È intitolata al Maggiore Toselli anche una strada a Ceglie Messapica (Brindisi) in zona residenziale vicino al centro cittadino. A San Leo (Rimini) gli è stata dedicata la via del Belvedere, in centro cittadino.